# Grégoire Mba Mba
Grégoire Mba Mba est un homme politique et entrepreneur camerounais, membre du Rassemblement démocratique du peuple camerounais (RDPC). Il est sénateur représentant la région du Sud et a été élu pour son troisième mandat.

## Biographie
Originaire de Bissiang, Mba Mba est reconnu pour son influence dans le département de l'Océan, notamment à Kribi, où il possède des intérêts commerciaux significatifs, y compris un hôtel de luxe.

## Carrière politique
Sénateur depuis 2013, il a récemment été nommé questeur du Sénat.[Quand ?] Il est connu pour son soutien indéfectible au président Paul Biya et a été décoré Grand officier de l'ordre national de la valeur en 2022.
Il vient d'être récemment réélu sénateur de la région du Sud[Quand ?] il siégera désormais comme questeur au sein de la chambre du parti.

## Activités économiques
En tant qu'homme d'affaires, Grégoire Mba Mba a investi dans divers secteurs, renforçant ainsi son statut d'acteur clé dans le développement économique local.

## Scandales
En 2021 son nom n'a cessé de faire  l'objet  de nombreux faits divers, des bagarres, comme un coup tête à un militant lors d'un meeting, d'une gifle à une commerçante, pourtant ce dernier en 2020 avait été convoqué par le comité central du RDPC pour des raisons disciplinaires.